# Pinswang
Pinswang is een gemeente in het district Reutte in de Oostenrijkse deelstaat Tirol.
Pinswang ligt op de oostelijke oever van de rivier de Lech iets ten noorden van Reutte. De gemeente is onderverdeeld in de kernen Oberpinswang, Unterpinswang, Weiler en Weißhaus.
Pinswang werd voor het eerst vermeld in 1095. De naam is afgeleid van het Oudhoogduitse Pinuz, dat rus of weide met russen betekent. Reeds rond 200 v.Chr. werd het gebied waar thans Pinswang gelegen is door Kelten bewoond. De oude Romeinse weg Via Claudia Augusta voerde ook over de huidige gemeentegrond. Dicht bij Pinswang liggen thans de kastelen Slot Neuschwanstein en Slot Hohenschwangau aan de andere kant van de grens met Duitsland in Hohenschwangau.
Bach · Berwang · Biberwier · Bichlbach · Breitenwang · Ehenbichl · Ehrwald · Elbigenalp · Elmen · Forchach · Grän · Gramais · Häselgehr · Heiterwang · Hinterhornbach · Höfen · Holzgau · Jungholz · Kaisers · Lechaschau · Lermoos · Musau · Namlos · Nesselwängle · Pfafflar · Pflach · Pinswang · Reutte · Schattwald · Stanzach · Steeg · Tannheim · Vils · Vorderhornbach · Wängle · Weißenbach am Lech · Zöblen
- Gemeinsame Normdatei: 1027500463
- Virtual International Authority File: 277827020